# Berezjak
Il fiume Berezjak' (in lingua russa Березяк), nella parte superiore Bol'šoj Berezjak (Большой Березяк), è un fiume che scorre nel Satkinskij rajon della Repubblica del Baškortostan, in Russia. Il fiume è un affluente di destra dello Jurjuzan' e appartiene al bacino della Kama.
Il fiume ha la sua sorgente in una foresta di betulle tra i montil Nurguš e il monte Sviridicha. Scorre in direzione sud-ovest tra i monti Uren'ga e i Nurguš in una valle ricoperta di foreste di abeti. Ha una lunghezza di 42 km, il suo bacino è di 304 km². La larghezza del fiume nel corso inferiore è di 10 metri, la profondità è di 0,4 m. Sfocia nello Jurjuzan' a 338 km dalla foce, 3 chilometri a nord del villaggio di Tjuljuk ad un'altitudine di 496,3 metri sul livello del mare.

## Origine
- Monti Urali